# Agartha
Agartha (uneori Agartta, Agharti, Agarta sau Agarttha) este un oraș legendar despre care se spune că ar fi amplasat în centrul Pământului. El este legat de credința într-un Pământ gol și este un subiect popular în ezoterism. Multă lume crede că e doar un mit, deoarece nu există foarte multe informatii despre acesta.

## Istoric
Ocultistul francez din secolul al XIX-lea Alexandre Saint-Yves d'Alveydre a publicat prima relatare „sigură” cu privire la Agartha în Europa. Potrivit lui, lumea secretă din Agartha cu înțelepciunea și toate bogățiile sale „vor fi accesibile pentru toată omenirea, atunci când creștinătatea va trăi după poruncile care au fost transmise cândva de către Moise și Dumnezeu”, adică „atunci când anarhia care există în lumea noastră va fi înlocuită cu sinarhia”. Saint-Yves oferă în această carte o descriere plină de viață a Agarthei ca și cum ar fi un loc fizic care există cu adevărat, situat în Munții Himalaya din Tibet. Versiunea istoriei Agarthei a lui Saint-Yves se bazează pe „informație revelată”, adică a fost primită de Saint-Yves prin „inițiere”.
Ulterior, exploratorul Ferdynand Ossendowski a scris o carte în 1922 intitulată Beasts, Men and Gods. În acea carte, Ossendowski relatează o poveste care i-a fost împărtășită cu privire la existența unui regat subteran în interiorul pământului. Acest regat era cunoscut de către budiști ca Agharti.

## Conexiuni mitologice
Agartha este frecvent asociată sau confundată cu Shambala, care are un loc proeminent în învățăturile budismului Vajrayana în Kalachakra tibetană, popularizate în Occident de către Madame Blavatsky și Societatea Teozofică. Teozofii consideră Agarthi ca un vast complex de peșteri aflat sub Tibet în care locuiesc demoni răi numiți asura. Helena și Nicholas Roerich, ale căror învățături sunt strâns legate de teosofie, văd existența Shambhalei atât în plan fizic, cât și spiritual.

## În mass-media modernă

### Muzică
- În 1975 compozitorul și muzician de jazz Miles Davis a lansat un album live intitulat Agharta, bazat pe un spectacol organizat la Osaka Festival Hall în Japonia, în luna februarie a acelui an, în cadrul Columbia Jazz.[8] Allmusic îl descrie ca fiind 'cel mai mare album jazz funk-rock electriv realizat vreodată'[9]
- Pe albumul Shoulda Gone Before I Left (1987), vocalistul/chitaristul Ike Willis include o melodie intitulată "Hollow Earth", în care menționează "Aghartha."
- Trupa de metal doom experimental Sunn O))) a înregistrat o piesă intitulată "Aghartha" pe 2009 pe discul Monolits and Dimensions.[10] Ei au, de asemenea, un album live intitulat Agharti Live 09-10.
- În 1998 muzicianul electro Afrika Bambaataa și DJ-ul german WestBam au lansat single-ul "Agharta - The City of Shamballa (Subterranean World)" [11]
- Head of Wantastiquet, proiectul solo al lui Paul LaBrecque, a inclus o piesă intitulată "Return To Agharti" pe albumul său[12] în 2010.
- ZUN a lansat "Wind of Agartha" ca parte a albumului său Neo-traditionalism of Japan, pe 11 august 2012.[13] [sursă]
- În 2012 DJ-ul italian Congorock a lansat un cântec numit "Agarta", împreună cu "Monolit" în studioul Ultra Records.[14] Melodiile au apărut pe albumul "Cavo Paradiso", care a fost mixat de colegul DJ italian Benny Benassi.
- În 2015 trupa americană de metal doom The Sword a lansat un cântec instrumental intitulat "Agartha" pe albumul său High Country.[15]

### Jocuri video
- Jocul Funcom The Secret World (2012) prezintă Agartha ca o regiune deschisă a Pământului gol și loc în care se află uriașul Arbore al Lumii, menținut într-un mediu mai cald de albinele care și-a făcut cuib în el, cu multe crengi care cresc în direcții diferite, oferind portaluri pentru diferite locații (și timpuri) din lumea de la suprafață.
- Jocul video Final Fantasy IV prezintă un oraș subpământean, Agart (o trimitere la Agartha), de unde se pornește către lumea subterană.
- Jocul Castlevania: Lords of Shadow include Agharta ca o civilizație avansată, dar acum moartă; tehnologia lor care s-a păstrat joacă un rol important în joc.
- Joc video Dominions 3: The Awakening și continuarea sa Dominions 4: Thrones of Ascension includ Agartha ca unul dintre civilizațiile în care se desfășoară acțiunea, populată de un grup de giganți care locuiesc în subteran.
- Jocul video Call of Duty: Black Ops include Agartha în principalul mesaj ascuns din harta zombilor Shangri-La, unde cei doi exploratori se pierd căutându-l și sunt blocați în sanctuarul dr. Richtofen.
- Jocul video Call of Duty: Black Ops II include o trimitere la Agartha ca un mesaj ascuns în cea de-a cincea hartă zombi, "Buried", și în cea de-a șasea hartă, "Origins", unde se afirmă că Samantha este blocată în Agartha (a nu se confunda cu 'The Crazy Place').
- Jocul video Call of Duty: Black Ops III prezintă Agartha, menționată, de asemenea, ca Aether, adică Infinitul, ca locație a ultimei hărți a zombilor intitulată "Revelations".
- Jocul video Far Cry 4 include orașul Shangri-La
- Jocul video Uncharted 2 include orașul Shambalha

### Film și televiziune
- În animația video Voices of a Distant Star (2002) a lui Makoto Shinkai, Agartha este numele cele de-a patra planete fictive din sistemul Sirius.
- Acțiunea filmului anime Children Who Chase Lost Voices (2011) al aceluiași Shinkai are loc în Agartha, care este descris ca un loc în care diferite triburi de oameni semiavansați trăiesc alături de zeii care s-au retras din lumea de la suprafață.
- În sezonul 3 al serialului TV Refugiul, sub Himalaya tibetană, Helen Magnus și echipa sa au descoperit intrarea în interiorul Pământului. Niciodată nu este numit "Agartha" de nume, dar locația și alte aluzii constituie influențe clare.

### Literatură
- În 1989 scriitorul argentinian Abel Posse a scris un roman bazat pe căutarea acestui oraș mitic pentru un agent nazist.
- Romanul Pendulul lui Foucault de Umberto Eco conține mai multe discuții cu privire la Agartha, în contextul preocupărilor personajelor principale pentru ezoterism.
- Trimiteri la Agartha apar în seria de benzi desenate B. P. R. D. a lui Mike Mignola.
- Agharti este un subiect comun în seria italiană de benzi desenate Martin Mystère.
- The Illuminatus Trilogy, romanul lui Robert Anton Wilson și Robert Shea, a inclus Agartha în acțiunea sa.
- Romanul Filhos do Éden: Paraíso Perdido (tradus aproximativ "Copiii Edenului: Paradisul uitat/pierdut") de Eduardo Spohr prezintă Agartha ca un loc în care s-a ascuns unul dintre antagoniști.